# نجيبة القحطانية
نجيبة القحطانية شاعرة عربية، ورد ذكرها في مؤلفات مثل نزهة الجلساء في أشعار النساء، وصفها ابن النجار: «شاعرة حسنة الشعر فصيحة».